# Werbachhausen

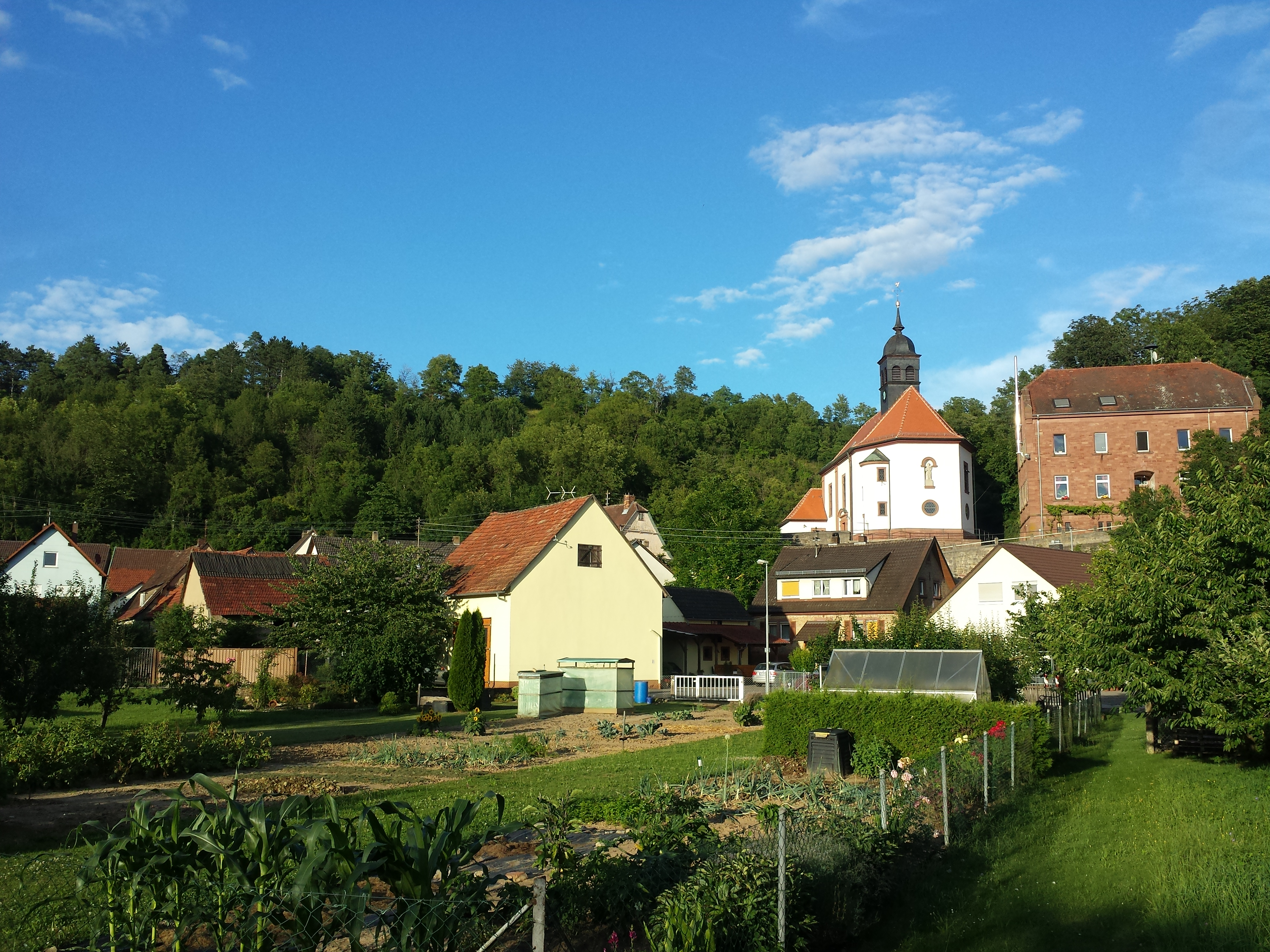
Werbachhausen (2016)

Werbachhausen ist ein Ortsteil der Gemeinde Werbach im Main-Tauber-Kreis in Baden-Württemberg. Der Ort hat eine Fläche von 386 Hektar und 251 Einwohner (Stand: 31. Dezember 2020).

## Geographie

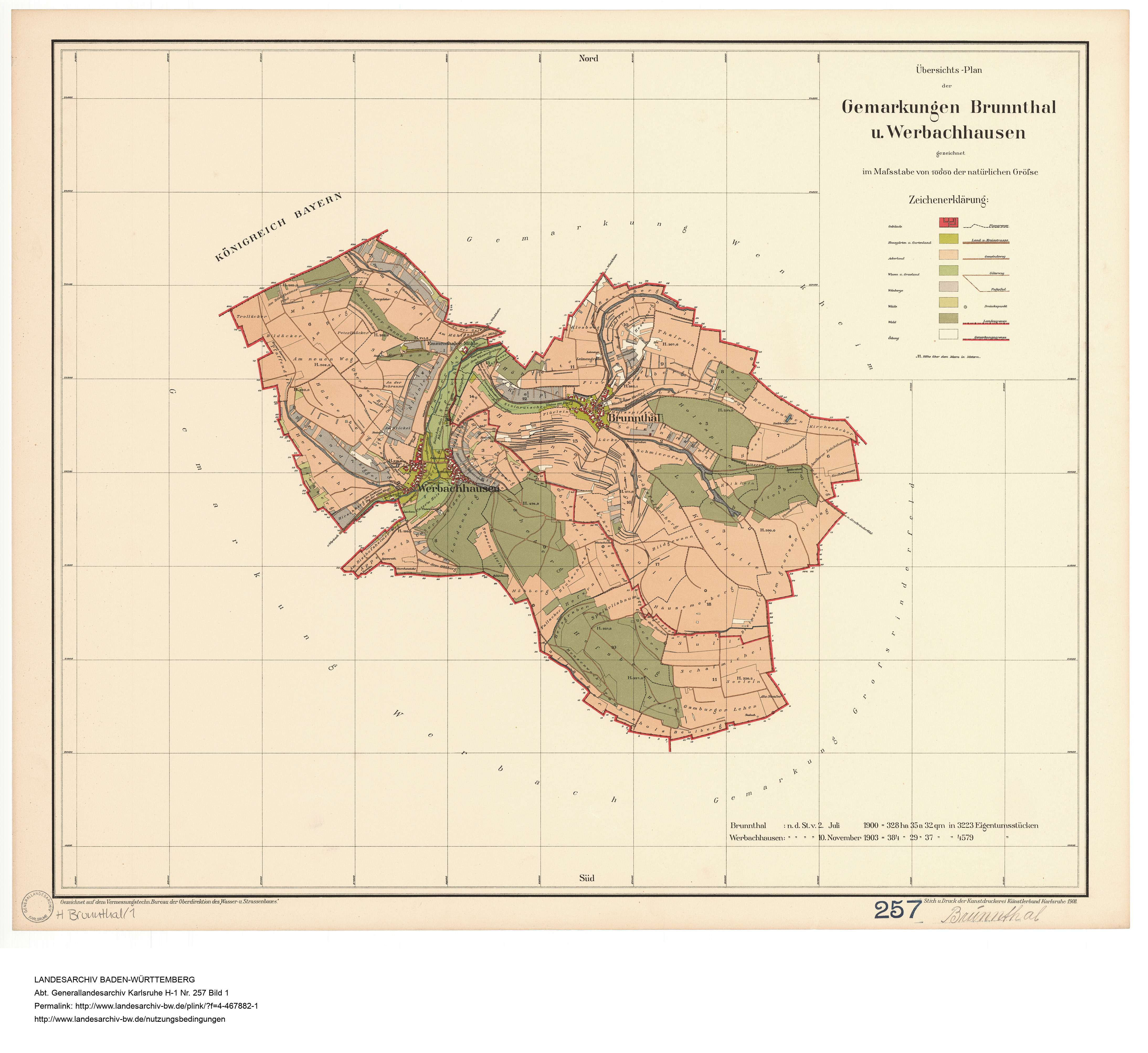
Die Gemarkung von Werbachhausen, 1908, daneben die Gemarkung von Brunntal

### Geographische Lage
Werbachhausen liegt im Taubertal zwischen Werbach und Wenkheim.

### Dorfgliederung
Zur ehemaligen Gemeinde Werbachhausen gehören das Dorf Werbachhausen (⊙), die Emmentaler Mühle (⊙) und der aufgegangene Wohnplatz Mühlenbau-Werkstätte (⊙).

### Schutzgebiete
In Werbachhausen liegen Teile des Wasserschutzgebiets Welzbachtal (WSG-Nr. 128131), das mit einer Verordnung vom 3. Februar 2004 eingerichtet wurde und insgesamt 2.442,43 ha umfasst.
Die trocken-warmen Hänge nordwestlich des Ortes sind seit 2002 als Naturschutzgebiet „Helmental-Kleinleiden“ geschützt.

## Geschichte
Werbachhausen wurde als Werpachhusen 1308 erstmals erwähnt, 1332 wird es als Husin bei Wertpach erwähnt. Mehrere Adelsgeschlechter hatten Besitz in Werbachhausen, das seit 1592 zu Kurmainz gehörte.  1803 bis 1806 gehörte es zum Fürstentum Leiningen und kam dann zum Großherzogtum Baden.
Im Zuge der Gemeindereform in Baden-Württemberg wurden am 31. Dezember 1973 die bisher selbständigen Gemeinden Wenkheim, Werbachhausen und Brunntal mit Werbach zur neuen Gemeinde Werbach zusammengeschlossen.

## Wappen
Schon vor 1765 hatte Werbachhausen das Recht zur Besiegelung von Geburtsbriefen. Ein Siegel von 1766 zeigt im gekrönten Schild das Mainzer Rad mit zwei Löwen als Schildhalter und trägt die Umschrift „WERBACHHAUSER GERICHTS . SIEGEL“. Von 1873 bis 1901 ist ein Farbstempel gleicher Darstellung mit der Umschrift „GEMEINDE WERBACHHAUSEN“ nachgewiesen. Am 9. August 1901 nahm der Gemeinderat auf Vorschlag des Generallandesarchivs das heutige Wappen an. Das Mainzer Rad symbolisiert die Zugehörigkeit der Gemeinde zum Erzbistum Mainz, der Rost verweist auf Laurentius, den Schutzpatron der Pfarrkirche.

## Kultur und Sehenswürdigkeiten

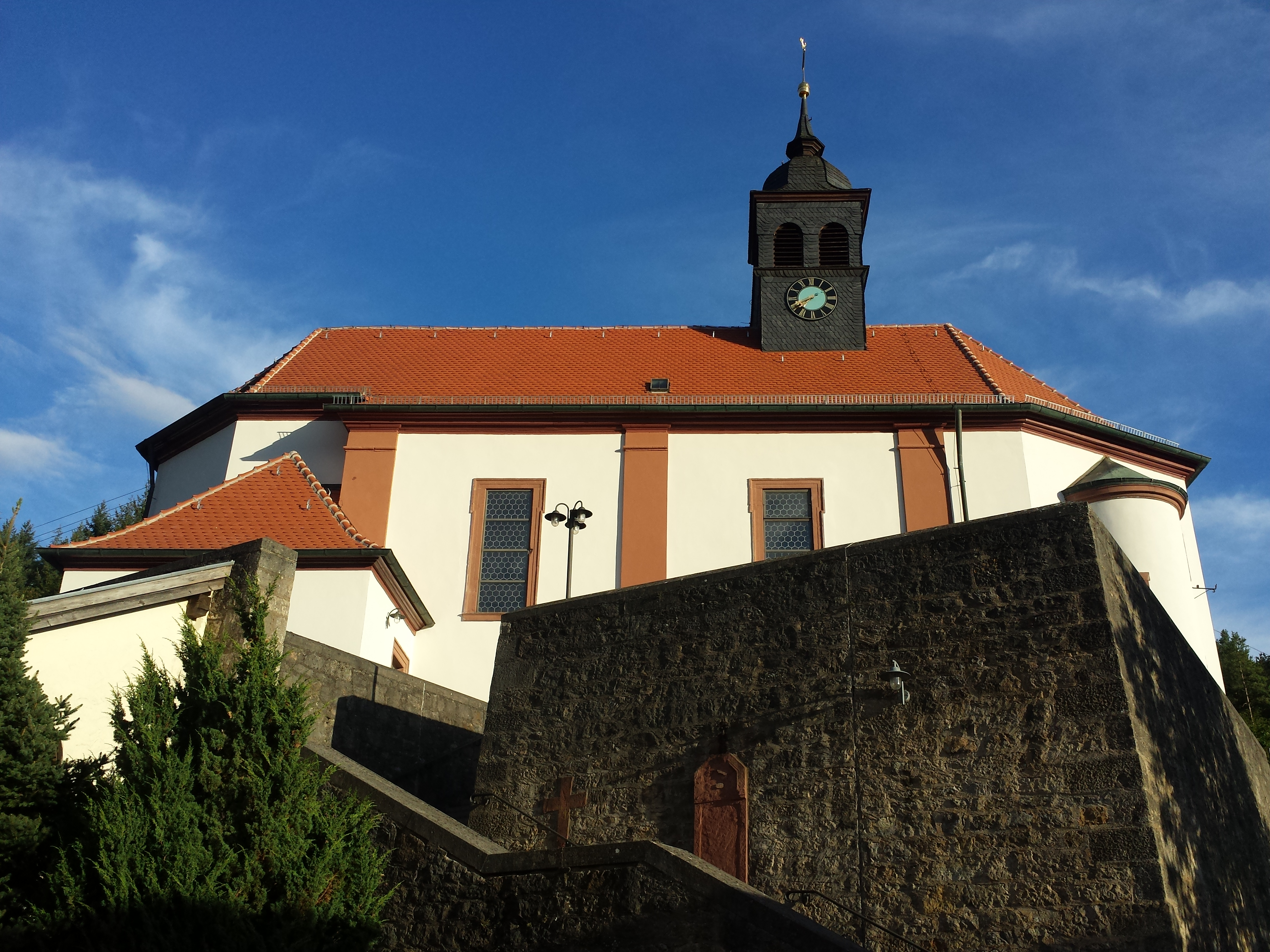
Die Laurentiuskirche in Werbachhausen (2016)

### Bauwerke und Baudenkmale

#### Pfarrkirche St. Laurentius
Die römisch-katholische Pfarrkirche St. Laurentius (Pfarrei seit 1326) wurde im Jahre 1716 errichtet und 1893 erweitert.

#### Liebfrauenbrunnkapelle
Zwischen Werbach und Werbachhausen befindet sich die Wallfahrtskapelle Liebfrauenbrunn.

### Bildstöcke

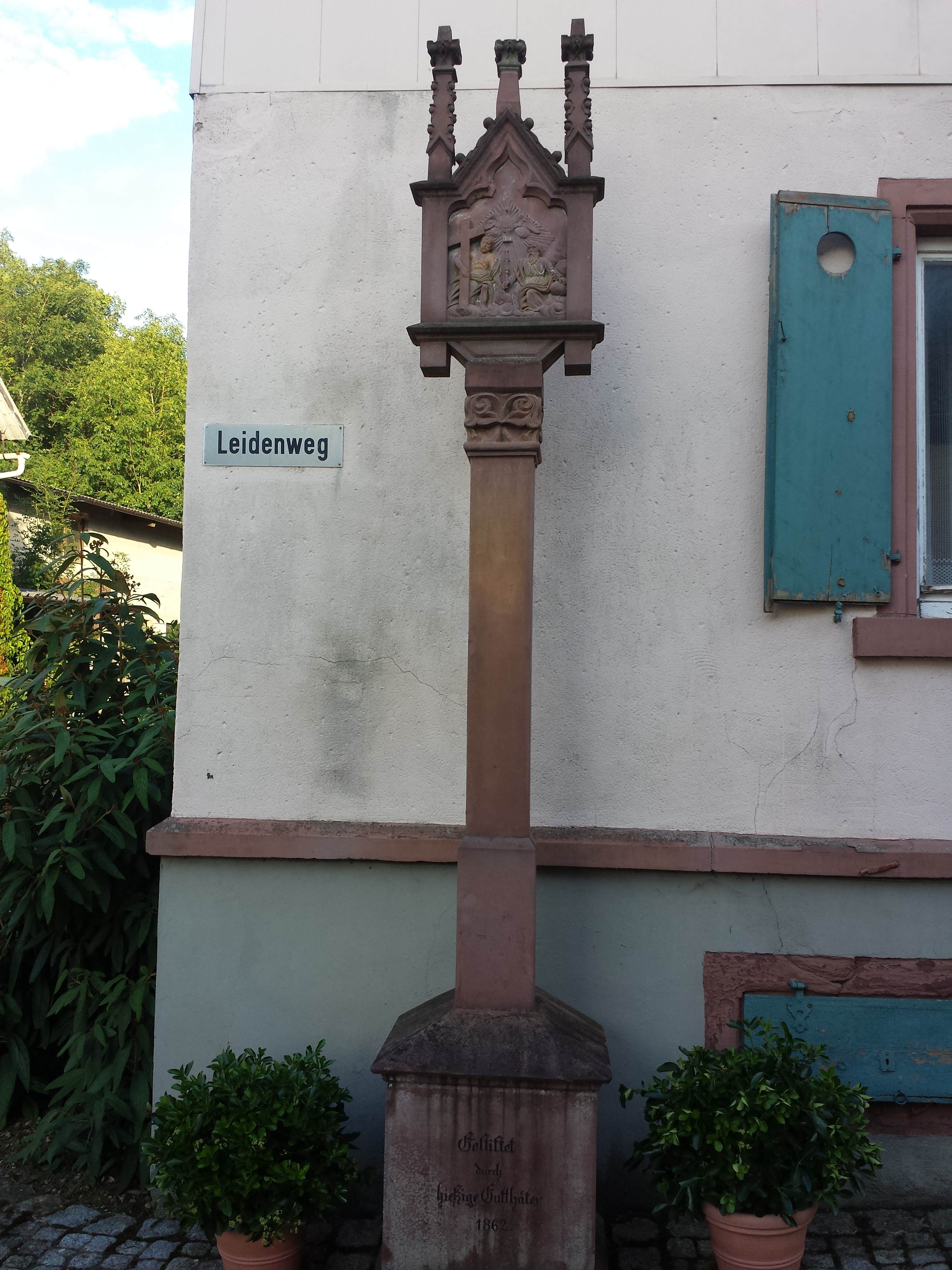
Bildstock am Leidensweg

In Werbachhausen stehen zahlreiche Bildstöcke, darunter viele aus dem 17. Jahrhundert.

### Regelmäßige Veranstaltungen
Am ersten Augustwochenende findet das alljährliche Straßenfest neben dem neuen Gemeindehaus statt.

## Wirtschaft und Infrastruktur

### Welzbachtalradweg
Der Welzbachtalradweg verbindet den Ort nach etwa vier Kilometern in südwestlicher Richtung in Werbach mit dem Taubertalradweg. In nordöstlicher Richtung führt der Welzbachtalradweg nach etwa acht Kilometern bis nach Oberaltertheim. Von dort besteht über weitere Radwege ein Anschluss bis zum Main-Radweg bei Würzburg.